# Гонсало Фернандес де Ов'єдо і Вальдес
Гонсало Фернандес де Ов'єдо і Вальдес (ісп. Gonzalo Fernández de Oviedo y Valdés; серпень 1478, Мадрид — 1557, Вальядолід) — іспанський історик і письменник.

## Біографія
Народився в Мадриді в знатній астуріанській родині та отримав освіту при дворі католицьких королів Фердинанда та Ізабели. У віці 13 років він став пажем їхнього сина, інфанта Хуана, брав участь при облозі Гранади та зустрічався з Христофором Колумбом до його подорожі до Америки. Після смерті інфанта 4 грудня 1497 року, Ов'єдо переїхав до Італії, де служив секретарем Гонсало Фернандеса де Кордоба. 1514 року він був призначений наглядачем виплавки золота в Санто-Домінго, а після повернення до Іспанії в 1523 році — історіографом Індій. Після цього він ще п'ять разів навідувався до Америки.

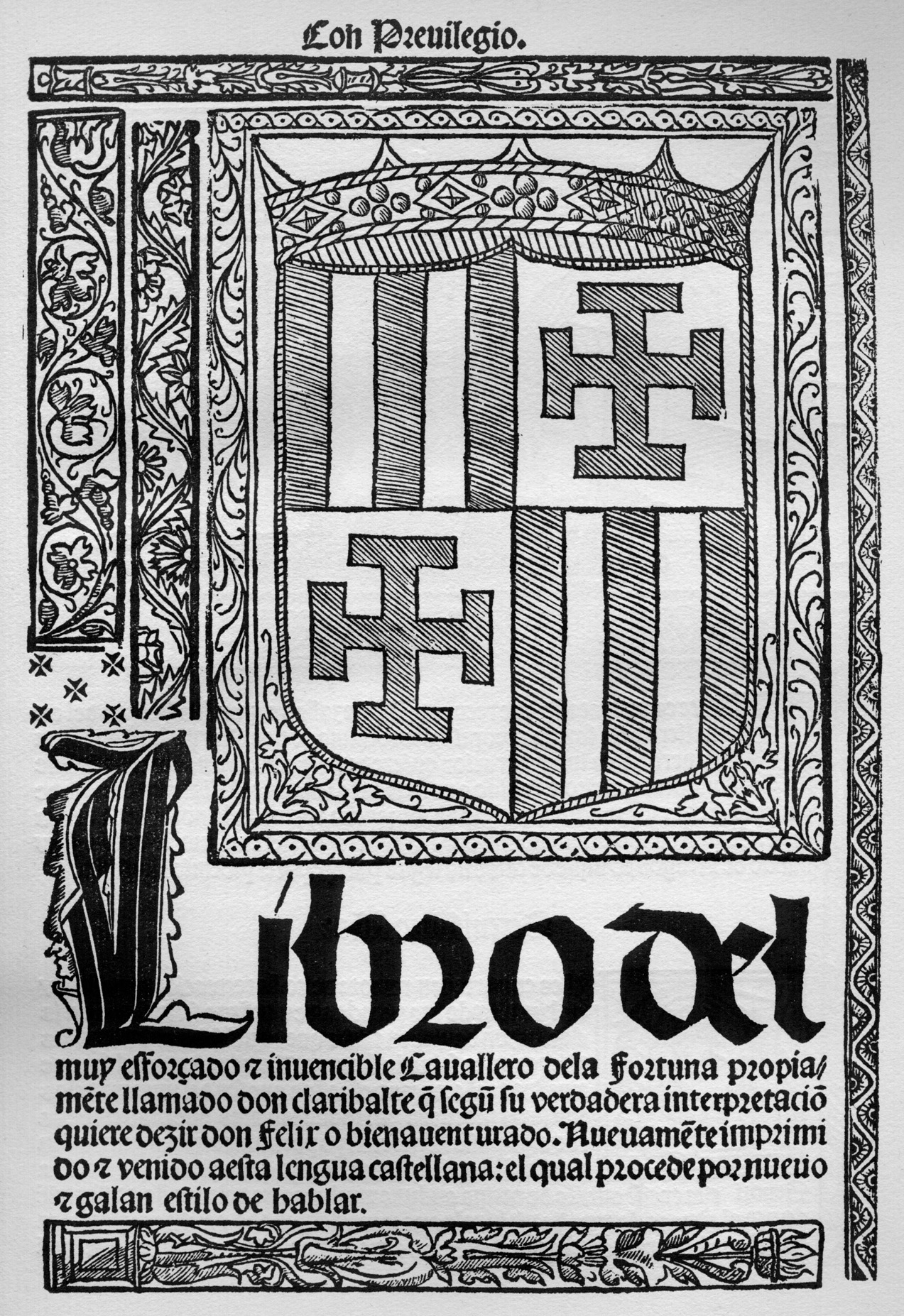
Обкладинка «Життя…», Валенсія, 1519

Перший твором Ов'єдо став лицарський роман «Життя сміливого та непереможного лицаря дона Кларібальте» (Libro del muy esforzado e invencible caballero Don Claribalte), опублікований у 1519 році у Валенсії Хуаном Віньяо, найвідомішим видавцем того часу. Робота була присвячена Фердинанду Арагонському, герцогу Калабрійському (не плутати з королем Фердинандом) та написана в Санто-Домінго, ставши ймовірно першим літературним твором, створеним в Америці.
Пізніше Ов'єдо написав дві великі роботи, що мали значну історичну цінність: «Загальна та природна історія Індій» (La General y natural historia de las Indias) та «П'ятидясятиліття іспанської знаті» (Las Quinquagenas de la nobleza de España). Перша робота була вперше видана в Толедо у 1526 році у вигляді звіту «Природна історія Індій» (La Natural hystoria de las Indias), а її перша частина вперше вийшла у Севільї в 1535 році, повна же робота не була опублікована до 1851—1855 років, коли вона була опрацьована і вийшла під редакцією Хосе де лос Ріоса.
Хоча і досить обширна, книга містить багато цікавої інформації з перших рук, а неповне севільське видання широко читалося в англійському й французькому перекладах, опублікованих у 1555 і 1556 роках відповідно. Вважається, що саме з цієї книги європейці познайомилися з такими поняттями як гамак, ананас, тютюн та іншими особливостями життя індіанців, Ов'єдо належить перше відоме зображення ананаса.
У «П'ятидясятиліттях» він розповідає чутки про іспанську знать, додаючи багато повчальних історій. Книга була вперше опублікована в Мадриді в 1880 році.